# 241
241是240與242之間的自然數。

## 在數學中
- 第53個質數。前一個為239、下一個為251。
  - 第17對孿生質數，為（239、 241）。
  - 幸運質數
  - 畢達哥拉斯質數（Pythagorean prime）
  - 此數字雖然是自然質數，但不是高斯質數。前一個有此性質的自然質數是233、下一個是257。（OEIS數列A002313）

其第一象限之高斯質數的整数分解為{\displaystyle \left(15+4i\right)\times \left(15-4i\right)}。
- 第150個無平方數因數的數。前一個是239、下一個是246。
- 十进制的等數位數。
- {\displaystyle 241^{2}=209^{2}+120^{2}}

## 在人類文化中
- 伍爾沃斯大樓高度241公尺，是1920年代最高的建築
- 新北市三重區的郵遞區號為241

## 在其他領域中
- 西元241年和前241年